# Eucera armeniaca
Eucera armeniaca là một loài Hymenoptera trong họ Apidae. Loài này được Morawitz mô tả khoa học năm 1878.